# Lammassaarenpuisto
Le parc de Lammassaari (finnois : Lammassaarenpuisto) est un parc situé sur l'île Lammassaari du quartier Suvilahti de Vaasa en Finlande,.

## Présentation
Le parc ressemble à une prairie avec des arbres sauvages.
L'île Lammassaari est accessible à pied et à vélo le long du chenal et du pont de circulation douce.